# Indarctos
Indarctos — вымерший род медвежьих, обитавший на территории Северной Америки, Европы и Азии во время миоцена. Существовал с ~ 11,1 до 5,3 млн лет, то есть на протяжении около 6.2 млн лет.
Самый старый образец был найден в Аризоне (~ 11,1—7,7 млн лет), а самый поздний (~ 9,0—5,3 млн лет) — из Казахстана. В Северной Америке это животное сосуществовало одновременно с другим вымершим родом  медвежьих — Plionarctos (~ 10,3—3,3 млн лет).
Морфологически был весьма примитивен, поэтому по разным классификациям рассматривается или как предок настоящих медвежьих, или представитель клады, базальной по отношению к медвежьим. Предлагались следующие гипотезы о его классификации:
- Agriotheriini — Chorn & Hoffman (1978)[1];
- Ursavinae — Hunt (1998)[2];
- Ursidae — Pilgrim (1913), Carroll (1988), Salesa et al. (2006)[3]ю

## Распределение ископаемых
Некоторые находки с оценкой возраста образцов:
- Участок Box T, округ Липскомб, штат Техас ~ 9,3—9,2 млн лет.
- Реттлснейк, округ Грант, штат Орегон ~ 10,3—4,9 млн лет.
- Участок 4А на реке Уитлакучи, округ Марион, штат Флорида (Indarctos sp.) ~ 10,3—4,9 млн лет.
- Люфэн, Юньнань, Китай (I. atticus) ~ 9—5,3 млн лет.
- Юлафли (CY), Восточная Фракия, Турция (I. arctoides) ~ 9,7—8,7 млн лет.
- Batallones-3, Мадридский бассейн, Испания (I. arctoides) ~ 11,6—5,3 млн лет.[4][5]

## Виды
- †Indarctos punjabensis (Lydekker, 1884)
- †Indarctos zdanskyi (Qiu & Tedford, 2003)[6]
- †Indarctos sinensis (Zdansky, 1924)
- †Indarctos vireti (Villalta & Crusafont, 1943)
- †Indarctos arctoides (Deperet, 1895)
- †Indarctos anthracitis (Weithofer, 1888)
- †Indarctos salmontanus (Pilgrim, 1913)
- †Indarctos atticus (Weithofer, 1888)
- †Indarctos bakalovi (Kovachev, 1988)
- †Indarctos lagrelli (Zdansky, 1924)
- †Indarctos oregonensis (Merriam et al., 1916)
- †Indarctos nevadensis (Macdonald, 1959)[7]